# محسن بسمة
محسن بسمة (مواليد 21 أكتوبر 1966) حكم كرة قدم سوري . نم اعتماده حكما دوليا من قبل الاتحاد الدولي لكرة القدم في سنة 2003 . شارك في تحكيم بعض مباريات كأس الأمم الآسيوية لكرة القدم 2007 ، دوري أبطال آسيا 2008 ، تصفيات آسيا لكأس العالم لكرة القدم 2006 ، و تصفيات آسيا لكأس العالم لكرة القدم 2010 .

## روابط خارجية
- محسن بسمة على موقع Soccerway.com (الإنجليزية)